# مرفق 12–6

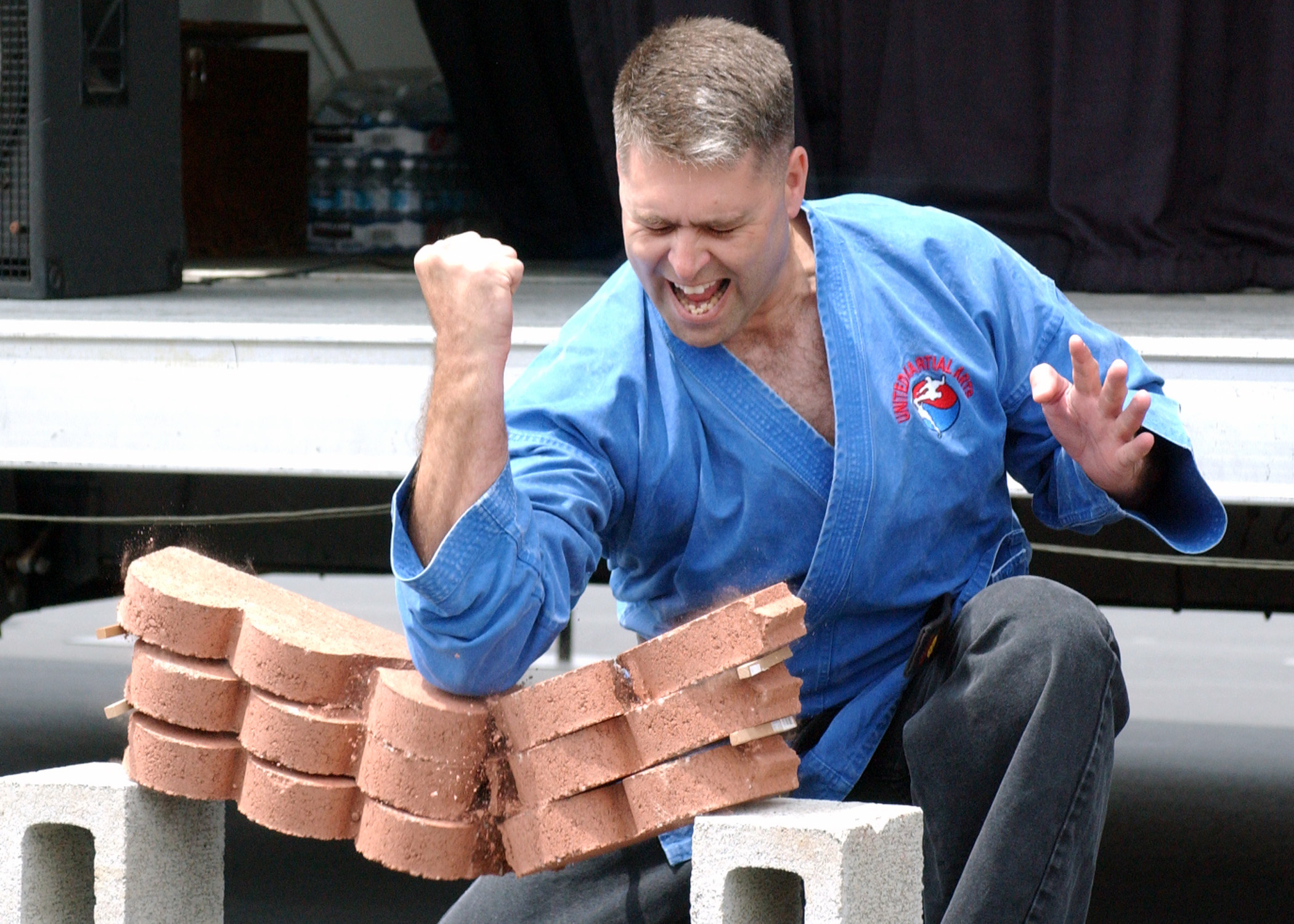
مرفق 12–6 يستخدم على الطوب

ضربة المِرفق 12–6 (بالإنجليزية: 12–6 elbow)‏، والتي يشار إليها في التعليقات باسم «ضربة المِرفق 12 إلى 6» ورسميًا «ضربات المِرفق لأسفل»، هي ضربة تُستخدم في رياضة فنون القتال المختلطة. يعتمد اسم ضربة المرفق 12–6 على مفهوم الساعة على الحائط مع رفع المرفق من الأعلى (الساعة 12) إلى الأسفل (الساعة 6). كانت ضربات المرفق هذه غير قانونية بموجب القواعد الموحدة لفنون القتال المختلطة منذ إنشائها حتى 1 نوفمبر 2024.

## التعريف
كان التعريف الأكثر قبولًا لمرفق 12–6 في الأصل يعتمد على مبدأ الحكم جون مكارثي المتمثل في وجود ساعة على الحائط. جاء هذا بعد أن شعر بأن التعريف الرسمي للخطأ كان واسعًا للغاية. تم تعريف مرفق 12–6 على أنه نقل المرفق من «الساعة الثانية عشرة» إلى «الساعة السادسة»، ومن هنا جاء الاسم. يمكن لهجوم مثل هذا أن يمنع المقاتل من الدفاع بسبب هبوط المرفق عموديًا؛ في الدفاع، يمكن تجاوز الذراع المستقيمة أو المنحنية بسهولة. لا تُحسب حركات المرفق المماثلة من المقاتل على ظهره كمرفق 12–6، لأنه كما أوضح مكارثي، «الساعة لا تتحرك». أصبح تعريف مكارثي مقبولاً باعتباره التعريف الرسمي لمرفق 12–6 بموجب القواعد الموحدة وتم تشجيع حكام فنون القتال المختلطة على استخدام هذا التعريف عند إصدار الأحكام على ضربات المرفق.
بشكل عام، عند استخدام 12–6 مرفقين، يتم إيقاف القتال ويُعطى المقاتلين تحذيرًا. ومع ذلك، كانت هناك مناسبات تم فيها خصم النقاط أو إقصاء المقاتل الذي يستخدم هذه الضربة في النزال بسبب إعاقة المقاتلين. في عام 2009، فاز مات هاميل على جون جونز بالإقصاء بسبب استخدام جونز لضربة 12–6 بالمرفقين. قال هاميل إنه لم يتمكن من الدفاع ضد المرفقين.

## النقد
غالبًا ما تعرضت ضربة المرفق 12–6 لانتقادات بسبب وحشيتها، ومع ذلك، تعرضت القواعد التي تحظرها أيضًا لانتقادات. على وجه الخصوص، قيل إن مصطلح «ضربات المرفق لأسفل» صارم للغاية، لأنه ينطبق فقط على الحركات المستقيمة ولا يجعل المرفق على قوس غير قانوني. أوضح مات هيوم، كبير الحكام في بطولة ون، أنه في حين أن ضربات المرفق 12–6 كانت غير قانونية، «لكن إذا غيرت الوقت إلى 11:59، فلن تكون غير قانونية بعد الآن». شعر هيوم أن مؤلفي القواعد الموحدة لم يكن لديهم فهم لفنون القتال المختلطة، مع تأكيد مكارثي على هذا الرأي من خلال القول إن ليمبو «لم يكن رجلًا كبيرًا في فنون القتال المختلطة في ذلك الوقت». جادل هيوم أيضًا بأن القاعدة تعني أن ضربات المرفق الأخرى التي يمكن أن تكتسب سرعة أكبر من ضربات المرفق 12–6 كانت قانونية ولكنها كانت تضرب بنفس نقطة المرفق.
بسبب التعريف الواسع في البداية لضربات المرفق 12–6 في القواعد الموحدة، كان الحكام غالبًا ما يختلفون في تفسير ما تم تصنيفه كضربة واحدة. اختلف الحكم هيرب دين مع تعريف مكارثي وجادل بأن ضربات المرفق الموازية للأرض في التحكم الجانبي (والتي تسمى أحيانًا ضربات المرفق 9–3) تم تصنيفها على أنها ضربات مرفق 12–6، حيث اعتبر أن ضربات المرفق 12–6 تعتمد على مكان وضع المقاتل الذي يلقيها.

## الشرعية
في 30 يناير 2024، اجتمعت لجنة قواعد فنون القتال المختلطة التابعة لرابطة لجان الملاكمة [الإنجليزية] وصوتت على معالجة عدم قانونية المرفق 12–6 بموجب القواعد الموحدة. واقترحوا إزالة الحظر الذي قبلته اللجنة. صوتت اللجنة الكاملة لرابطة الملاكمة لاحقًا لصالح إلغاء الحظر المفروض على المرفق 12–6، اعتبارًا من 1 نوفمبر 2024 في انتظار موافقة اللجان الرياضية المحلية. قال رئيس يو إف سي دانا وايت ردًا على ذلك أنه سيتطلع إلى إلغاء خسارة جونز أمام هاميل نتيجة لذلك. أزال يو إف سي الحظر المفروض على المرفق 12–6 في الوقت المناسب لحدث يو إف سي ليلة القتال 246 في 2 نوفمبر.